# Лютеранская церковь (Иркутск)

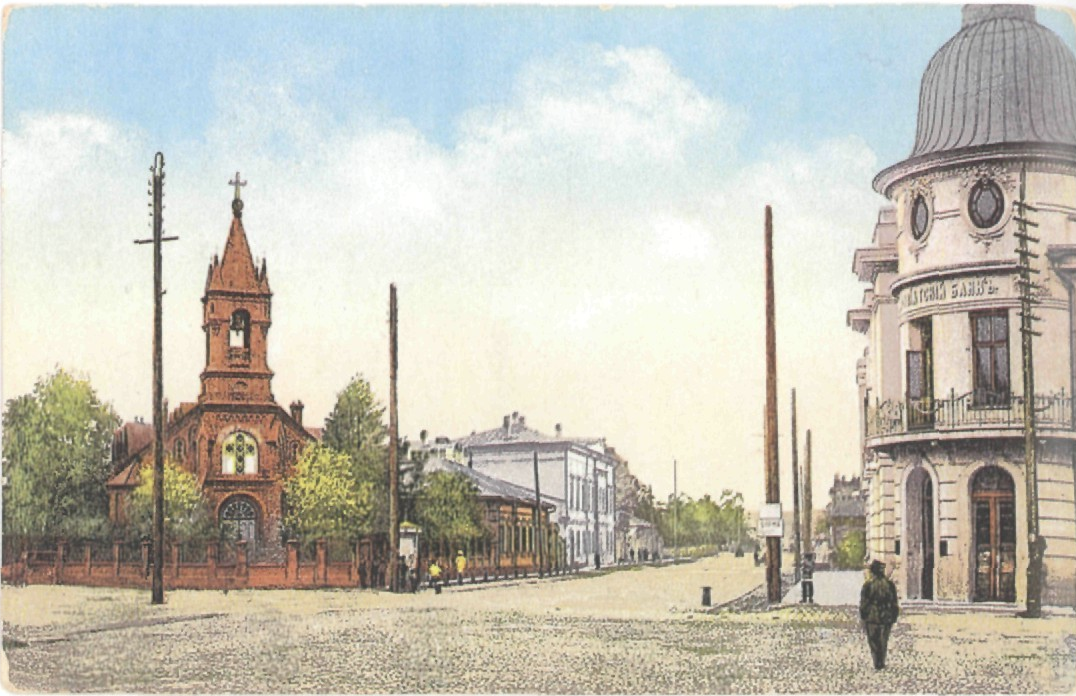
Слева направо: кирха, задание Русско-Азиатского банка.

Вознесе́нская ки́рха (также Ки́рха Вознесе́ния Госпо́дня) — ныне утраченный лютеранский храм, который находился в центре Иркутска на пересечении улиц Карла Маркса и Ленина.

## История
На месте церкви ранее располагалась навигационная школа. В 1879 году первый в Иркутске деревянный лютеранский храм сгорел в самом масштабном пожаре города. Вследствие чего возникла потребность в возведении нового. Место под это было отведено на углу улиц Большой и Амурской. Постройка кирхи была начата по проекту Генриха Розена в первой половине 1880-х, и завершена в октябре 1885 года. Освещение прошло в том же месяце во имя Вознесения Господня. Строились она на пожертвования иркутян, которые в сумме составили 10 159, 80 рублей. В 1937 году церковь была закрыта, позднее занята под общежитие студентов пединститута. Библиотека, находившаяся в двух больших шкафах на хорах, по распоряжению директора института свезена в утиль. В 1952 году кирха была полностью разобрана. 23 сентября того года на её месте был открыт памятник Ленину.